# Rabbi (rivier)
De Rabbi is een rivier in Italië in de regio's Toscane en Emilia-Romagna met een lengte van 63 kilometer. De bron van de rivier is gelegen in het Nationaal park Foreste Casentinesi, Monte Falterona, Campigna op een hoogte van 1654 meter. Ter hoogte van Forlì stroomt de Rabbi in de rivier de Montone die dan weer in de Uniti uitmondt. Deze laatste is het die in de Adriatische Zee uitmondt.